# Leorinț
Leorinț (węg. Lőrincréve) – wieś w Rumunii, w okręgu Alba, w gminie Rădești. W 2011 roku liczyła 292 mieszkańców.